# Charles Perrin
Charles Jean Baptiste Perrin (ur. 6 lipca 1875 w Lyonie, zm. 26 marca 1954 tamże) – francuski wioślarz, srebrny medalista olimpijski.
Wystąpił na igrzyskach olimpijskich w Paryżu w 1900, gdzie Francuzi w składzie: Georges Lumpp, Charles Perrin, Daniel Soubeyran i Émile Wegelin zdobyli srebrny medal w czwórkach ze sternikiem. 